# Tom & Jerry (2021)
Tom & Jerry ist ein von Warner Animation Group produzierter US-amerikanischer Realfilm mit integrierten Computeranimationen, der am 12. August 2021 in die deutschen Kinos kam. In dem Film sind Tom und Jerry erneut Erzrivalen, bevor sie zusammen eine Hochzeit retten müssen. 

## Handlung
Die kleine Maus Jerry ist in New York nach einem neuen Zuhause unterwegs. Auf der Suche findet er Unterschlupf unter einem Auto, bis er realisiert, dass es ihm nicht zusagt. Wütend geht Jerry die Straße entlang, bis er von einer Möwe in den nahegeliegenden Park gejagt wird. Im Park selbst ist bereits Kater Tom, der ein Ständchen vor einem kleinen Menschenkreis für Geld hält. Als Jerry in seiner Nähe war und ihn sah, merkte er sofort Tom's Plan, aber hatte dann den Gedanken, dass er sich mit dem Geld ein neues Zuhause kaufen kann. Also beschließt Jerry, sich als perfekten Tänzer auszugeben. Tom, der als blinder Keyboardspieler versucht, an Geld zu kommen, bemerkt Jerry und versucht ihn einzufangen, während Jerry tänzerich ausweicht. Nachdem Tom ihn schnappt, fliegt der Schwindel auf. Wütend jagt er Jerry bis in das New Yorker Nobelhotel RG Hotel, wo sich Jerry dank eines Kofferwagens verstecken kann. Danach versucht eine junge Frau namens Kayla mit einem Trick eine Stelle im Hotel zu ergattern. Dabei wird sie von der Rezeption in das Büro des Hotelchefs Mr. DuBros gebeten, wo sie große Überzeugungsarbeit leistet. Der Hotelmanager Terence ist jedoch misstraurisch und will sie loswerden, doch sie bleibt hartnäckig und wird schließlich angestellt. Daraufhin nimmt Terence Kayla auf eine Rundtour durch das Hotel mit und erklärt ihr die wichtigsten Dinge. Plötzlich betreten die VIP's Preeta und Ben das Hotel, mit Katze und Hund, und während man den begehrten Gästen Champagner einschenkt, ertönt ein Schrei aus der Hotelküche. Als Idee, um im Hotel bleiben zu dürfen und fest angestellt zu werden, bietet sich Kayla an, die Maus aus dem Hotel zu jagen.
In der gleichen Nacht, macht es sich Jerry hingegen in einem Hotelzimmer gemütlich. Tom, der auch ins Hotel will, sieht ihn und wird zornig. Als Akrobat steigt dieser auf einen Strommast auf die gelegten Kabel, die zum Hotelzimmer reichen und versucht Jerry zu erwischen. Doch Jerry schneidet die Leitung durch, woraufhin Tom von den elektrischen Strömen in den Leitungen gebraten wird. Tom schnappt sich ein paar Flügel und fliegt so zum Hotelfenster, wo er nach erneutem Scheitern dann doch ins Zimmer von Jerry gelangt und ein Streit entbrannt, wobei das Hotelzimmer von den beiden zerstört wird. Kayla, die mit Terence auf dem Weg zu diesem Hotelzimmer ist, sieht das Chaos und Tom. Da sieht sie ihre Chance, wie sie Jerry aus dem Hotel jagen kann und lässt daraufhin Tom als Mäusefanger anstellen. 
Als Kayla mit Tom im Gang herumläuft, wird Kayla von Terence abgelenkt, während Jerry Tom mit einem Zettel anlockt, der zu Spike führt. Als Joy Tom und Kayla aufmerksam zu einer winizigen Tür im 10. Stock gemacht hat, möchte Kayla Jerry mit einem kurzen Gespräch aus dem Hotel werfen, doch Jerry weigerte sich. Als Kayla Tom herbeirief, rastet er vor Jerry aus, als er sich daran erinnerte, was Jerry ihm angetan hatte. Doch Jerry (wie immer) ließ sich nicht fangen und Tom wurde von Kayla aufgefordert, sich etwas einfallen zu lassen, wie man Jerry aus dem Hotel kriegt. 
Als für Preeta und Ben ein paar Geschenke und Pakete zugeliefert wurden, trugen Kayla und Terence die Pakete in das Zimmer der beiden VIP's. Dort fällt Petra auf, dass ihr Ehering von Ben verloren gegangen ist, er es aber nicht erfahren soll und bittet Kayla, den Ring wiederzufinden. Währenddessen baut Tom eine Falle, um Jerry zu fangen und schafft es damit, Jerry aus dem Hotel zu bringen. 
Stolz verkündet er dies Kayla, worauf sie überglücklich ist und an die Hotelbar zum Sieg anstößt. Tom sitzt währendessen am Klavier ohne zu bemerken, dass sich die Maus wieder reingeschlichen hat. Doch bevor Jerry wieder rausgeschmissen werden kann, zeigt Jerry Kayla den Ring und macht mit ihr einen Deal, dass er bleiben darf. Doch dann kommt Terence mit Spike vom Gassi gehen wieder, und Spike greift Tom kurzerhand an. Daraufhin entsteht eine Kampfwolke, die einmal durch das Foyer und übers Dach das Hotel verwüstet. Daraufhin werden Terence und Kayla ins Chefbüro gebeten, wo Mr. DuBros ihnen eine Ansage erteilt. Doch die größte Schuld bekommt Terence, der sofort sauer wird und von Mr. DuBros gefeuert wird, weil er einen hohen Schaden von 10.000 $ verursacht, die Gäste verschreckt hat und die ganze Schuld auf Kayla schiebt. 
Am Abend, auf dem Hoteldach, gibt Kayla Jerry und Tom die Aufgabe, einen ganzen Tag miteinander auszukommen, um im Hotel bleiben zu dürfen. Während sie durch New York gehen, nimmt Kayla und das restliche Hotelpersonal, die großen Attraktionen für die Hochzeit von Preeta und Ben an. Während man im Hotel alles vorbereitet, schaffen es Tom und Jerry doch, miteinander auszukommen. Auf einem Baseballfeld angekommen, schauen sich beide sogar das Spiel an, ohne zu wissen, dass Terence dieses Spiel auch schaut und mit den beiden, die kurzerhand verhaftet und ins Tierheim gebracht wurden, eine Chance sah, wieder zurück ins Hotel zu kommen. Als die beiden ins Tierheim geworfen werden, werden die beiden von alten Bekannten, Butch und seiner Gang, konfrontiert. Doch dann bittet Terence die beiden jeweils zu einem Gespräch mit der Chance, aus dem Tierheim zu kommen. 
Zurück im Hotel, ist die Hochzeitparty am Steigen und alle sind enorm angespannt, dass alles glatt läuft. Getarnt, geht Terance mit Tom ins Hotel und macht Tom, während Preeta und Ben auf Elefanten reiten, auf Jerry am Ende des Raums aufmerksam. Tom, wütend, weil er von Terance zunehmend gereizt wird, stürzt sich auf Jerry. Als die Maus den Elefanten ins Gesicht fliegt, bekamen diese panische Angst und warfen Preeta und Ben von deren Rücken. Die aufgebrachten Elefanten beginnen Chaos zu stiften, während Spike und ein Tiger ebenfalls in den Streit geraten, der die Festlichkeiten zerstört. Daraufhin trennt sich Petra von Ben. Als Kayla verantwortlich gemacht wird, kommt heraus, dass sie eigentlich gar nicht im Hotel arbeitet, woraufhin sie gefeuert wird, während Terence wieder seinen Job bekommt und kurzerhand auch Tom und Jerry rauswirft. 
Am nächsten Tag suchen Tom und Jerry nach Kayla, um sich zu entschuldigen und gleichzeitig mit einem Plan, der alle wieder ins Hotel bringen kann. Während Kayla im Hotel alle versucht zu überzeugen, die Party in den Park zu verlagern, verfolgen Tom und Jerry per Skateboard Preeta und fangen kurzerhand ihre Katze, dank einer Drohne, die sie in den Park bringt. Dort angekommen entschuldigt sich Kayla für die Unannehmlichkeiten und Ben hält für Petras Hand erneut an. Emotional erfasst, nimmt sie an und beide küssen sich, während Musik und Tanz beginnt. Mr. DuBros und Terenace entschuldigt sich ebenfalls bei Kayla, die ihnen verzieht, während sie nun fest im Hotel angestellt wird. Während alle gute Laune haben, merkt niemand wie sich Tom und Jerry erneut in die Haare kriegen, wo auch Spike fast mit einsteigt, bis Kayla sie bittet, nett zueinander zu sein.

## Veröffentlichung
Der Film war in den USA ab dem 26. Februar 2021 in den Kinos zu sehen. Parallel war der Film ab dem 5. März 2021 für einen Monat ohne Aufpreis auf HBO Max verfügbar. In Deutschland war der Kinostart ursprünglich am 29. April 2021 geplant, aufgrund der Corona-Pandemie erfolgten jedoch Terminverschiebungen auf den 6. Mai, den 17. Juni und zuletzt auf den 12. August 2021.
Ein erster Trailer wurde am 17. November 2020 auf dem Warner Bros. Pictures YouTube-Kanal veröffentlicht.

## Kritik
Der Film wurde in den Kategorien Schlechteste Filmpaarung und Schlechteste Neuverfilmung oder billigster Abklatsch für die Goldene Himbeere nominiert.